# Vallby, Tierps kommun
Vallby är en by i Tierps socken strax söder om Tierp i Tierps kommun. Från 2015 avgränsar SCB här en småort.
Byn omtalas första gången 1426 (walby), och hörde under lång tid till en av Tierps största byar. På 1540-talet bestod byn av tre mantal skatte och en skatteutjord 1788 bodde 118 personer i byn, och 1865 fanns 190 innevånare här. Av geometriska avmätningen 1640-41 konstateras att byn ursprungligen hade ett mer nordvästligt läge. Efter en brand vid samma tid flyttades dock vissa av gårdarna till ett mer sydöstligt läge och i slutet av 1700-talet hade det gamla byläget helt övergivits.
Arkeologiska undersökningar i samband med E4:ans nya dragning genom Tierp konstaterade att ett gårdsläge legat i byn redan under yngre bronsålder och äldre järnålder. En mer permanent bebyggelse etableras under 400-talet på byns södra tomt, för att under vendeltid överflyttas till det nordligare byläget.